# الغواصة الألمانية يو-502
غواصة يو-502 غواصة يو بوت ألمانية من الفئة التاسعة سي بنيت لسلاح بحرية ألمانيا النازية كريغسمارينه، في أحواض دويتشه فيرفت في هامبروغ خلال الحرب العالمية الثانية.